# Triquetrella arapilensis
Triquetrella arapilensis är en bladmossart som beskrevs av Alphonse Luisier 1913. Triquetrella arapilensis ingår i släktet Triquetrella och familjen Pottiaceae. Inga underarter finns listade i Catalogue of Life.